# 呉昇桓
呉 昇桓（オ・スンファン、韓: 오승환、1982年7月15日 - ）は、韓国全羅北道井邑市出身のプロ野球選手（投手）。右投右打。KBOリーグ・サムスン・ライオンズ所属。

## 概要
2005年にサムスンへ入団した後に、2014年から2015年までNPBの阪神タイガースに在籍。韓国出身の選手が阪神に在籍することは、呉が初めてであった。また、2016年から2019年のシーズン途中までは、MLBの3球団でプレー。2019年の8月にサムソンへ復帰したものの、KBOリーグの公式戦には、後述する事情で翌2020年シーズンから登板を再開している。
さらに、韓国代表チームの一員として、2度の夏季オリンピック参加と4度のワールド・ベースボール・クラシック（WBC）出場を経験。サムソンへ最初に在籍していた2008年には、北京夏季オリンピックの野球競技で金メダルを獲得している。
アジア圏出身投手としてのKBO/NPB/MLB公式戦通算最多セーブ記録を保持している。

## 経歴

### プロ入り前
野球を始めて以来ずっと、投手であったが、高校時代に肘を故障し、一時的に外野手に転向。大学時代は投球回数を制限する形で、抑え投手として登板した。元々将来性はあった選手だったが、大学時代の殆どをトミー・ジョン手術のリハビリで費やしたため、ほとんど実績を残せなかった。そのため、大学卒業時の地域優先ドラフトで地元のLGツインズや斗山ベアーズが指名を見送り、2次ドラフトでサムスン・ライオンズの指名を受けて入団した。

### サムスン時代
サムスン側も1 - 2年間はリハビリ期間となることを覚悟したうえでの指名だった。しかし、入団した時点で、すでに肘は完治していた。また、大学時代は試合にあまり出場しなかったため、肩は消耗しておらず、コンディションが良かった。結果的に1年目から抑えとして活躍。
2005年は韓国プロ野球史上初となる10勝10セーブ10ホールドを記録して新人王を獲得した。この年の韓国シリーズでは3セーブを記録し、韓国シリーズMVPにも輝いた。
2006年はシーズン開幕前の3月に開催された第1回ワールド・ベースボール・クラシック(WBC)の韓国代表に選出された。同大会では2次リーグの日本戦では、9回一死から具臺晟のあとを受けリリーフ登板し、新井貴浩、多村仁志から連続三振を奪い、チームの同大会6連勝に貢献した。なお、この大会は準決勝まで進出したため、特例により兵役を免除されている。同年シーズンでは47セーブを挙げた。
同年オフの12月に開催されたドーハアジア競技大会の野球韓国代表に選出された。同大会では、アマチュア選手のみで編成された日本戦で当時日本大学の学生だった長野久義にサヨナラ3ランを被弾した。
2007年は韓国プロ野球史上最少試合、最少シーズン個人通算100セーブを挙げた。
2008年には韓国プロ野球史上初の3年連続30セーブも達成し、3年連続で最多セーブのタイトルを獲得した。
シーズン途中の8月に開催された北京オリンピックの野球韓国代表に選出された。同大会ではオリンピック本選の前に行われたキューバとの壮行試合で2本の本塁打を打たれるなど、不振を極め、結局オリンピックでの出番は少なく、期待された抑えとしての役割は不完全燃焼で終わった。
2009年はシーズン開幕前の3月に開催された第2回WBCの韓国代表に選出された。同大会では準優勝に貢献するが、調子が悪く抑えの役目は林昌勇が担っていたため、登板機会は少なかった。
シーズンでは史上最速で150セーブを達成したが、投球内容は過去に比べて大きく悪化しただけでなく、故障によりシーズン途中で離脱し、19セーブにとどまり4年連続最多セーブも逃した。
2010年は肘の故障に悩まされ、シーズン中に手術を受けたこともあり7月以降公式戦で登板することがなく、プロ入り後最少の4セーブにとどまった。だが同年10月の韓国シリーズには復帰し登板を果たした。
2011年は2006年に自身が達成した年間セーブ数に並ぶ47セーブを記録し、3年ぶりに最多セーブのタイトルを獲得、チームの公式戦優勝に貢献した。また韓国シリーズでも3セーブを記録し、勝利した4試合で全て最後のマウンドに立ち、自身6年ぶり2度目となる韓国シリーズMVPを受賞し優勝の立役者となった。11月のアジアシリーズでは、日本シリーズ優勝チームの福岡ソフトバンクホークスとの決勝戦で8回途中から登板し、2点を失ったものの（自責点は0）リードを守りきり、韓国勢のアジアシリーズ初優勝に貢献した。
2012年7月1日のネクセン・ヒーローズ戦で韓国プロ野球史上最多の通算228セーブを達成。同年37セーブで2年連続5度目となる最多セーブのタイトルを獲得した。
2013年はシーズン開幕前の3月に開催された第3回WBCの韓国代表に選出され、3大会連続3度目の選出を果たした。同大会では第1ラウンド3試合にすべて登板し、チャイニーズタイペイ戦ではセーブを記録したが、韓国代表は1次ラウンドで敗退した。
シーズンでは例年同様守護神として大車輪の働きを見せ、サムスンの3連覇に貢献した。オフに日本球界移籍を目指してFA権を行使した。

### 阪神時代

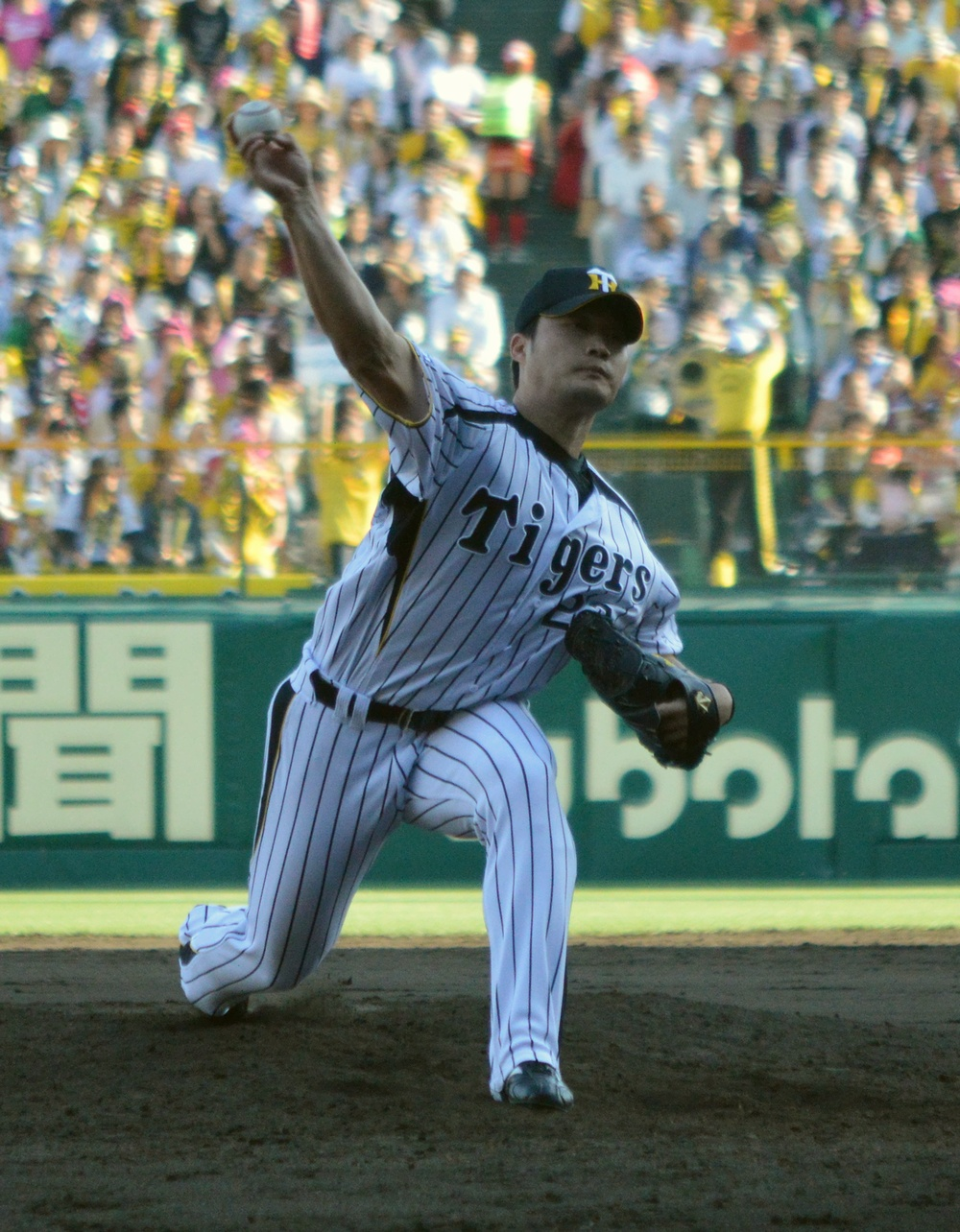
阪神時代（2014年）

2013年11月22日にNPBの阪神タイガースとの契約に合意したことが発表された。背番号は、藤川球児が前年にシカゴ・カブスへ移籍するまで付けていた22。
2014年3月29日の読売ジャイアンツ戦（東京ドーム）9回裏にNPB初登板を果たすと、1イニング1被安打無失点という内容でNPB初セーブを記録した。4月10日の対横浜DeNAベイスターズ戦（阪神甲子園球場）でNPB初勝利。この試合から12試合連続で無失点、翌11日の巨人戦（甲子園）から10試合・10イニング連続で被安打0を記録した。7月21日の同カードで、林昌勇に次いで2人目の日韓通算300セーブ（KBO277、NPB23）を達成。また、この年のレギュラーシーズンでも39セーブを挙げ、セントラル・リーグ最多セーブ投手のタイトルを獲得した。チームのシーズン2位で迎えたクライマックスシリーズでは、全6試合（ファーストステージ2試合、ファイナルステージ4試合）に救援で登板すると、4セーブを記録。ファーストステージの突破（詳細後述）と日本シリーズの進出に貢献、シリーズのMVPに選ばれた。福岡ソフトバンクホークスとの日本シリーズでは、甲子園での第1戦（10月25日）と、福岡ヤフオク!ドームでの第4戦（29日）・第5戦（30日）に登板。延長10回裏の途中から登板した第4戦では、二死一・二塁から中村晃に打たれた3点本塁打でサヨナラ負けを喫した。
2015年には、開幕から順調にセーブを重ねると、4月28日の東京ヤクルトスワローズ戦（甲子園）でシーズン9個目のセーブを記録。このセーブによって、ジェフ・ウィリアムスによる阪神の外国人投手通算セーブ記録（47セーブ）を更新した。5月23日から体調不良で登板を見合わせたが、同月27日の楽天戦（甲子園）で実戦に復帰するとともに、シーズン初勝利を挙げた。また、オールスターゲームには、セントラル・リーグ選抜の監督推薦選手として第2戦（MAZDA Zoom-Zoom スタジアム広島）で初登板。リーグ戦の再開後には、7月31日のヤクルト戦（甲子園）で2年連続30セーブ（詳細後述）、8月12日の対中日戦（京セラドーム大阪）でKBO/NPB通算350セーブ（KBO277、NPB73）を達成した。9月16日の中日戦（甲子園）では、2011年の藤川に次ぐ阪神の歴代投手2人目のシーズン40セーブを記録。同月25日の広島戦（マツダスタジアム）では、NPB外国人投手タイ記録のシーズン41セーブ（詳細後述）を挙げた。しかし、翌26日に右内転筋の張りを訴えたため出場選手登録を抹消されると、そのままシーズンを終了。この故障によって、第1回プレミア12の韓国代表からも外れた。結果として2年連続でセントラル・リーグ最多セーブ投手のタイトルを獲得したが、トニー・バーネットも呉の抹消後に41セーブでレギュラーシーズンを終了したため、単独での連続受賞には至らなかった。

#### 阪神退団
2015年で阪神との2年契約が満了したことを受けて、メジャーリーグベースボール（MLB）の複数球団が呉を獲得する意向を表明。ところが、サムスン時代から呉と親交のある同球団投手の林昌勇がマカオでの違法賭博容疑で11月24日に韓国のソウル地方検察庁からの調査を受けたことを背景に、「呉が違法賭博に関与した」とされる疑惑が同国内で浮上した。
呉自身は、阪神球団からの事情聴取に対して、代理人経由で関与を否定。同球団では、当時難航していた交渉の継続を前提に、同年12月2日公示の保留選手名簿に呉を記載しないという措置を取った。その結果、自由契約選手としてNPBから公示。
呉の代理人は、複数のMLB球団との交渉が順調に進んでいることを背景に、呉の召喚直後の協議で阪神球団に対して残留交渉の打ち切りを球団へ通告したことを明言。呉自身も、12月上旬のウインターミーティングで、MLB球団との交渉を予定していた。しかし、12月7日には、前述した海外違法賭博に絡んで暴力団組織と関わっていた疑惑も浮上。同月9日には、以上の疑惑の被疑者として、ソウル中央地方検察庁へ召喚された。
阪神球団では、呉の召喚前日（12月8日）に開いた緊急会議で、推移を注視する方針をいったん固めていた。しかし、召喚直後に呉の代理人と協議した結果、韓国検察庁の正式な判断を待たず同月11日に呉との残留交渉を終了することを正式に発表した。発表に臨んだ阪神球団社長の四藤慶一郎は、その理由として、呉に法律違反が疑われる事態を重く見たことや（呉に代わる抑え候補の選定など）翌2016年の戦力編成を急いでいることを挙げた。
結局、ソウル中央地方裁判所は12月30日に、呉と林を単純賭博罪で略式起訴。2人とも賭博の常習性や暴力団組織の関与が確認できなかったことから、罰金700万ウォン（約73万7,000円）の納付を求める略式命令が出された。この命令を受けて、呉はファンに宛てて反省の意を示した手記を、弁護士経由で公表した。
KBOの賞罰委員会は、呉と林の略式起訴を受けて、2016年1月8日に2人とサムスン球団への懲戒処分を決定。2人がKBO所属の球団と契約した場合には、一・二軍を問わず、当該球団が契約の初年度にレギュラーシーズンの50%を消化するまで出場停止処分を科すことになった。
なお、阪神時代の2年間には、一軍公式戦で通算80セーブを挙げた。この記録は、自身と入れ替わる格好で入団したラファエル・ドリスが2019年4月24日の対DeNA戦（横浜）で更新するまで、阪神の外国人投手としての通算最多セーブ記録になっていた。

### カージナルス時代
2016年1月11日に、MLBのセントルイス・カージナルスと1年契約で合意に達したことが発表された。背番号は26で、2年目の契約については、球団が選択権（オプション）を有する。呉自身は、同日に開かれた入団会見で、「韓国と日本の両方で、クローザーとして全てを成し遂げたので、新しい環境とモチベーションの下で新たに挑戦したい」と語った。

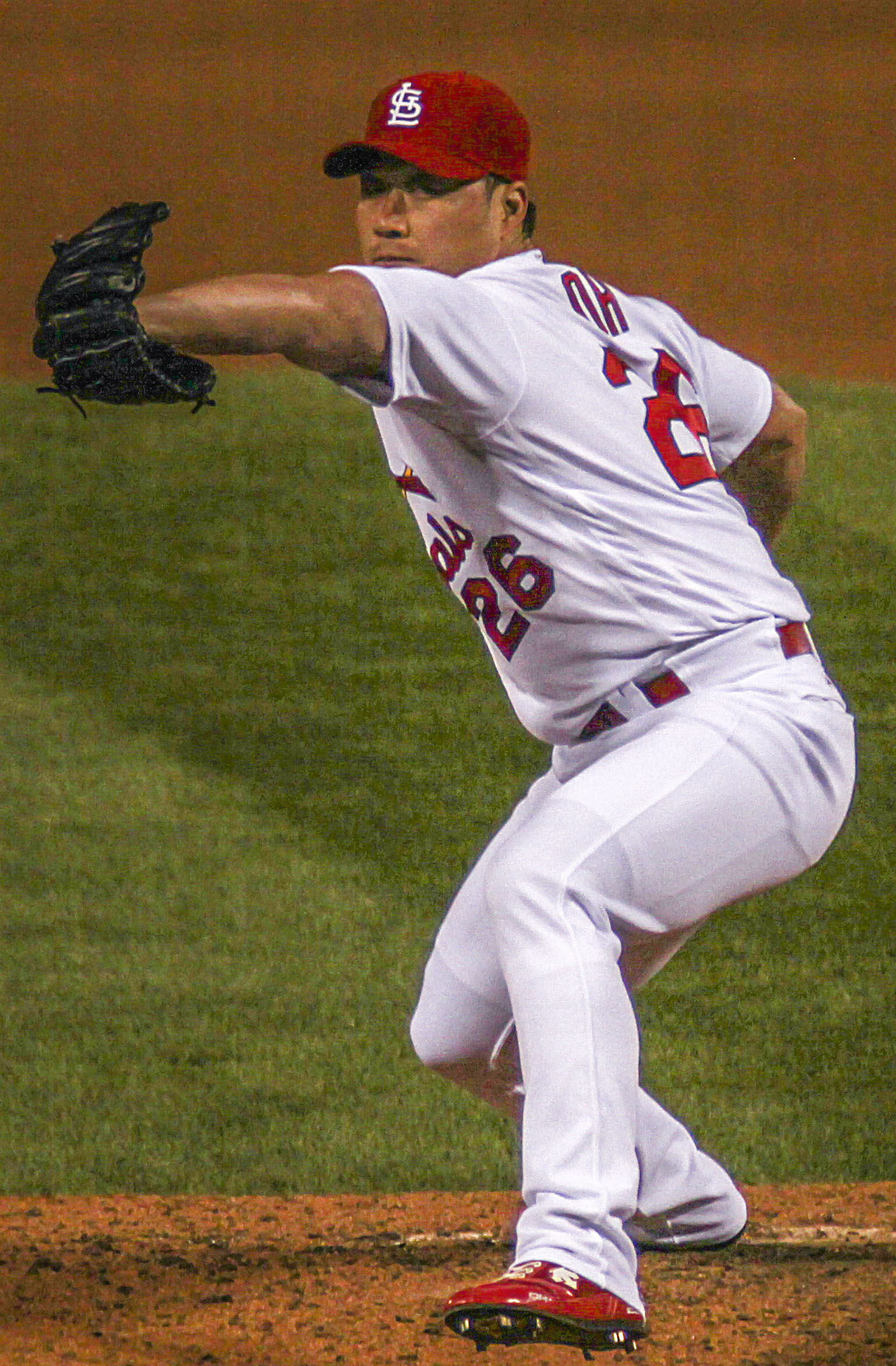
カージナルス時代（2016年5月2日）

同年は4月3日のピッツバーグ・パイレーツとの開幕戦7回表に、2番手投手としてMLB公式戦デビュー。4月10日のアトランタ・ブレーブス戦で、MLB初勝利を記録した。KBO・NPB双方のプロ野球を経てMLBの球団に入った韓国人投手が、MLBの公式戦で勝利投手になった事例は初めてである。さらに、7月3日のミルウォーキー・ブルワーズ戦ではMLB公式戦初セーブを記録。NPB・MLB・KBOの公式戦でセーブを記録した投手は高津臣吾に次いで2人目、韓国人投手では初めてであった。後半戦は、抑えのトレバー・ローゼンタールの不調などを背景に、試合の終盤にも登板。レギュラーシーズン通算では、チーム最多・ナショナルリーグ7位の76試合（リーグ7位）登板で、防御率1.92、19セーブ（同10位タイ、ブロウンセーブ4）、14ホールド、K/BB5.72を記録した。このような活躍を背景に、シーズン終了後には、カージナルスとの再契約へ至った。
2017年には、レギュラーシーズン開幕前の1月11日に、現役の韓国人メジャーリーガーからただ1人第4回WBCの韓国代表に選出された。WBC韓国代表への選出は、4大会連続4度目である。同大会では、1次ラウンドA組（韓国ラウンド）最初の試合であった対イスラエル戦で、1-1で迎えた8回表二死満塁のピンチから7番手投手として登板。1回1/3を無失点に凌いで延長戦に持ち込んだが、呉の後を継いだ林昌勇が延長10回表に打ち込まれた末に、チームは逆転負けを喫した。1次ラウンド敗退決定後のチャイニーズタイペイ戦では、8-8のスコアで迎えた9回裏無死二塁の場面で登板。決勝点を与えなかったばかりか、味方打線が10回表に3点を勝ち越したことを受けて、10回裏を無失点に抑えたため白星が付いた。
レギュラーシーズンでは、前年終盤に続いて、開幕から抑えとして起用。通算で62試合に登板したが、救援失敗が相次いだため、中継ぎに回る試合も多かった。シーズン中盤以降に再び安定したことから、防御率4.10、1勝6敗20セーブ（ブロウンセーブ4）14ホールドの成績を残したものの、ほぼ全ての部門において前年を下回った。奪三振関連の指標ではその傾向が顕著で、奪三振数は前年の103から54へ、K/BBは5.72から3.60へ急落。シーズン終了後の11月2日には、FAとなった。

### ブルージェイズ時代
2018年2月6日に、テキサス・レンジャーズとの間で、1年契約に合意したことが発表された。年俸は275万ドル（約3億300万円）＋最大100万ドル（約1億1000万円）の出来高で、2年目は球団側に450万ドル（約4億9500万円）の契約選択権が付く。しかし実際には、正式発表前の身体検査で右腕の異常が判明したため、合意は白紙に戻された。後に、トロント・ブルージェイズへの入団に向けて交渉した結果、合意へ至ったことが2月26日に発表された。推定年俸175万ドル（約1億8700万円）の1年契約を基本線に、レギュラーシーズンのMLB公式戦で通算70試合以上に登板すると、推定年俸250万ドル（約2億8200万円）という条件で契約期間が自動的に1年間延長される「ベスティング・オプション」が付いた。なお、移籍当初の背番号は76だったが、レギュラーシーズンに入ってからは22を着用。前半戦だけで48試合に登板すると、4勝3敗2セーブ13ホールド、防御率2.68という成績を残した。

### ロッキーズ時代
2018年7月26日（MLBレギュラーシーズン中のトレード期限直前）に、フォレスト・ウォール、チャド・スパンバーガー及び後日発表選手との交換トレードによって、コロラド・ロッキーズへ移籍した。チームがナショナルリーグ西地区の首位を争っている最中に、救援陣の強化を見越した移籍で、背番号は18。
移籍後は、レギュラーシーズン25試合の登板で、2勝1セーブ8ホールド、防御率2.53を記録。ブルージェイズ時代のベスティング・オプションが移籍後も適用されることから、2球団でのレギュラーシーズン通算登板試合数が73まで達したことによって、契約期間が翌2019年シーズンにまで自動的に延長される権利を得た。9月2日の対サンディエゴ・パドレス戦（ペトコ・パーク）では、7回裏に登板すると、KBO/NPB/MLB公式戦通算1000奪三振を達成している。ちなみに、チームは2年連続のワイルドカード西地区2位で、ディビジョンシリーズへ進出。呉自身も、10月3日にシカゴ・カブスとのワイルドカードゲームでは延長10回裏から1回2/3を投げたことによって、韓国出身のプロ野球選手としては初めて、KBO・NPB・MLBのポストシーズンでの試合出場を果たした。
2019年には、公式戦の開幕から21試合に登板。3勝1敗を挙げたものの、防御率が9.33に達するなど振るわなかった。さらに、左の脇腹を痛めたことから、6月10日付で故障者リストに登録。この年の契約満了を機にKBOへ復帰する意向も示していたため、登録中の7月中旬には、韓国で右肘の手術を受けることが球団から発表されていた。同月23日のDFAを経て、26日付でFAに移行した。

### サムスン復帰
2019年8月6日付で、古巣のサムスン・ライオンズへ復帰した。推定年俸6億ウォンという条件で契約したものの、前述したマカオでの違法賭博による72試合の出場停止処分が適用されたため、同年中の実戦登板は見送られた。このため、右肘遊離体の除去手術を受けた後に、手術箇所のリハビリへ専念した。
2020年6月9日付で上記の処分が解除されたことを受けて、同日のキウム・ヒーローズ戦8回表に復帰後初登板。KBOの公式戦としては2013年10月2日以来6シーズンぶりの登板で、6月16日の対斗山ベアーズ戦では復帰後初セーブを挙げた。KBOの公式戦では2013年9月24日以来2457日ぶりのセーブで、KBO/NPB/MLBの公式戦における通算400セーブも同時に達成した。8月13日の同カードでシーズン9個目のセーブを記録したことによって、アジア圏出身の投手としては岩瀬仁紀（現役時代はNPBの中日にのみ所属）を上回るKBO/NPB/MLB公式戦通算408セーブを達成。シーズン通算でも、抑えとして公式戦37試合に登板すると、27セーブ、防御率2.52という好成績を残した。
2021年には、4月25日の対起亜タイガース戦で、KBO史上初の公式戦通算300セーブを達成。39歳で迎えた7月には、2020東京オリンピック（前述の北京以来3大会ぶりに野球が正式競技に組み込まれた夏季オリンピック）の開催が確定したことを受けて、既に本戦への出場権を得ていた野球韓国代表へ急遽招集された。韓賢熙の代表辞退に伴う追加招集ながら、横浜スタジアムで催された本戦では、1次リーグの対イスラエル戦（7月30日）および、ドミニカ共和国との3位決定戦（8月7日）にクローザーとして登板。3位決定戦では1点リードの8回裏から登板したものの、1イニング5失点という乱調で逆転負けを喫したため、北京大会以来自身2度目のメダル獲得はならなかった。その一方で、KBOの公式戦では通算で44セーブを記録したことによって、KBO最多セーブのタイトルを9年ぶりに受賞。KBOでは6度目の獲得でもあった。
2022年には、5月19日の対ハンファ・イーグルス戦で、1点リードの10回裏に登板。1イニングを投げ切ったところでKBO/NPB/MLBでの公式戦通算投球回数が1000イニングに達したほか、このイニングを無失点で凌いだことによって、KBO史上初の公式戦通算350セーブを達成した。シーズン中に40代へ突入したが、シーズン全体では、57試合の登板で6勝2敗31セーブを記録。ただし、足首を痛めていながら登板を重ねていた影響で、ブロウンセーブ（セーブ失敗）を7回経験した。さらに、シーズン通算の防御率が、2010年以来11年ぶりに3点台（3.32）にまで上昇。一時はセットアッパーに回っていたため、2つのホールドも記録した。チームがリーグの下位（最終順位は10球団中7位）に低迷したことなどから、シーズン終了後の契約交渉では、翌2023年の年俸額の決定を球団へ一任することを申し入れている。
2023年には、サムソン球団との契約を延長したうえで、レギュラーシーズンの序盤に10試合の救援登板で1勝1敗4セーブを記録。開幕の当初はクローザーを任されていたが、前年に続いてブロウンセーブが相次いだため、途中からは中継ぎ要員に回っていた。5月3日の対キウム・ヒーローズ戦では、調整の一環ながら、プロ入り後初めての先発登板を経験。KBO/NPB/MLBの公式戦に979試合続けて救援で登板した末の先発デビューで、投球数（73球）も投球イニング（5回）もプロ入り後の自己最多であったが、3失点で交代した後にシーズン2敗目を喫した。翌4日からの二軍調整を経て一軍のクローザーに返り咲くと、6月6日の対NCダイノス戦でシーズン8個目（KBOの公式戦通算で378個目）のセーブを挙げたことによってKBO/NPB/MLBの公式戦通算500セーブを達成。さらに、10月16日の対SSGランダース戦でセーブを記録したことによって、KBOリーグ史上初の個人通算400セーブを達成した。
2023年シーズン終了後の11月、韓国では2度目の国内FAを申請しサムソンと再契約した。契約期間は2024年から2年。
2025年8月6日、遠征先の仁川広域市のホテルで会見を開き、同年限りでの現役引退を表明した。

## プレースタイル
オーバースローから平均球速92-93mph（約148-150km/h）、韓国での最速157km/h（日本での最速は154km/h）の伸びのある決め球のストレートと、平均球速85-86mph（約137-138km/h）のカットボールに近いスライダーで全投球の9割超を占め、フォークボール、稀にカーブも混ぜる。
韓国では「石直球」と呼ばれるストレートで空振りを奪い、2013年までの通算奪三振率11.02を記録している。2012年の調査によると呉昇桓の直球の回転速度は1秒間に約47回転で、韓国リーグ平均の約41回転を大きく上回る。日本時代も空振り奪取率が高く、2015年にはリーグトップの直球空振り奪取率を記録した。
投球の際に左足が小刻みに動くのが特徴。阪神1年目（2014年）の春季キャンプでは、ブルペンでの投球を視察していたNPB審判部クルーチーフ（当時）の友寄正人から、二段モーションの可能性を指摘された。
投球の際に左足が三塁側に踏み出す「インステップ」の反動で、右腕が横へ振れる傾向にある。阪神で41セーブを記録した2015年には、この傾向から四球や安打で走者を出したり、勝負どころで逆転負けを喫したりするシーンも相次いだ。このため、シーズン中には、当時の一軍投手コーチであった中西清起・山口高志から投球フォームや右腕の振り方の改善を求められた。
「石仏（韓：돌부처）」と呼ばれるほどの冷静沈着な性格で知られているが、それは自然と出ているものと本人は語り、阪神OBの矢野燿大曰く「結果に左右されず、表情が変わらないのは、すごいこと」と評価している。また韓国時代には「ラストボス（韓：끝판대장）」と言う異名も持っていた。MLBでは「The Stone Buddha」と表現されることもあった。
2007年からは基本として、試合終盤の1イニング限定でマウンドを任されてきた。ただし、チーム事情や試合展開によっては、複数のイニングにわたって投げることもある。阪神時代の2014年10月12日には、広島とのクライマックスシリーズ・ファーストステージ第2戦（甲子園）で、9回表から3イニングにわたって登板。いずれのイニングも無失点で凌いだ。試合自体はセントラル・リーグの規定で同シリーズ史上初の引き分けコールドゲーム（延長12回で0-0）に終わったが、チームは通算成績1勝1分けで初めてのステージ突破を果たした。
カージナルス1年目の2016年には、レギュラーシーズンの途中から事実上抑えに定着しながらも、MLB公式戦登板76試合中11試合で複数イニングを任された。また、ESPNのバスター・オルニー記者は、「2016年のMLBでおそらく最もお買い得だったであろう選手」「年俸250万ドル（約2億9400万円）を圧倒的に凌ぐだけの働きを見せた」という表現で呉の投球イニング数（79回2/3）、安定感（K/BB5.72）、奪空振り率（18%）を高く評価。「MLB救援投手トップ10」の9位に選んだ。その一方で、2017年の対マイアミ・マーリンズ戦では、当時同チームの主力打者だったジャスティン・ボーアと4度にわたって対戦。1本の本塁打を含む2安打を打たれたほか、2度の敬遠四球を余儀なくされた。ボーアが阪神へ入団した2020年には、本塁打打者としてのボーアの実力を裏付けるコメントを出すとともに、OBの立場でボーアにメッセージを送っていた。
プロ入り後に受けたインタビューで「現役を引退するまでに公式戦で1回は先発したい」と語っていたところ、サムソン復帰後の2023年5月3日に、KBO/NPB/MLBの公式戦（通算980試合目の登板）で初めての先発起用が対キウム戦で実現。同日時点での年齢は40歳で、実際には翌4日に二軍へ降格したが、本人は降格の直後に「今は引退の時ではない。引退するなら、今より良い姿をファンに見せてからにすべき」と明言している。

## 人物
阪神在籍時の背ネーム表記は「S H OH」だったが、MLBでは名字のみの「OH」としていた。
コーチ修行でサムスンに在籍していた落合英二から様々なアドバイスを受けた。落合は2010年から2012年までサムスンの投手コーチを任されて呉昇桓のウイークポイントの改善に努めた。
誰もが「ホント、いいヤツ」と声を揃える人柄の持ち主であり、阪神時代は年下の選手にも慕われた。阪神時代に同僚だった福原忍は「（呉は）野球に対して、すごく真面目なヤツでね。とても向上心があって、何かあれば、いろいろ聞いてくる。相手打者の特徴や球の握りとかね。打たれたときにね、すごくへこんでいる。そういう時に『どうすればいいですか』と配球とかを聞いてきたこともありました」と語り、安藤優也は「（呉は）すごく熱いヤツだよね。体もすごくタフだし、精神的にもすごく強い。クローザーとして、本当にスゴイものを持っている」と語っている。
知日派で好物は寿司・焼肉。名古屋に遠征で来た際はひつまぶしを必ず食べるというほどの好物である。
阪神時代の2015年4月には、韓国へ帰っていた前年11月から少女時代のユリと交際していることが、同国内の報道で判明。この報道を受けて、呉は阪神球団、ユリは所属事務所のSMエンタテインメントを通じて交際の事実を認めた。しかし、同年10月には、両者の破局が報じられている。
日本時代は日本語の習得には力を入れており、日本語でインタビューに答えたことがある。

## 詳細情報

### 年度別投手成績
| 年 度     | 球 団     | 登 板 | 先 発 | 完 投 | 完 封 | 無 四 球 | 勝 利 | 敗 戦 | セ 丨 ブ | ホ 丨 ル ド | 勝 率 | 打 者 | 投 球 回 | 被 安 打 | 被 本 塁 打 | 与 四 球 | 敬 遠 | 与 死 球 | 奪 三 振 | 暴 投 | ボ 丨 ク | 失 点 | 自 責 点 | 防 御 率 | W H I P |
| --------- | --------- | ----- | ----- | ----- | ----- | -------- | ----- | ----- | -------- | ----------- | ----- | ----- | -------- | -------- | ----------- | -------- | ----- | -------- | -------- | ----- | -------- | ----- | -------- | -------- | ------- |
| 2005      | サムスン  | 61    | 0     | 0     | 0     | 0        | 10    | 1     | 16       | 11          | .909  | 358   | 99.0     | 46       | 5           | 20       | 1     | 0        | 115      | 1     | 0        | 13    | 13       | 1.18     | 0.67    |
| 2006      | サムスン  | 63    | 0     | 0     | 0     | 0        | 4     | 3     | 47       | 0           | .571  | 289   | 79.1     | 43       | 1           | 12       | 0     | 1        | 109      | 2     | 0        | 15    | 14       | 1.59     | 0.71    |
| 2007      | サムスン  | 60    | 0     | 0     | 0     | 0        | 4     | 4     | 40       | 0           | .500  | 251   | 64.1     | 41       | 6           | 17       | 3     | 2        | 69       | 4     | 0        | 12    | 10       | 1.40     | 0.93    |
| 2008      | サムスン  | 57    | 0     | 0     | 0     | 0        | 1     | 1     | 39       | 0           | .500  | 219   | 57.2     | 34       | 2           | 15       | 2     | 1        | 51       | 2     | 0        | 9     | 9        | 1.40     | 0.87    |
| 2009      | サムスン  | 35    | 0     | 0     | 0     | 0        | 2     | 2     | 19       | 0           | .500  | 140   | 31.2     | 28       | 7           | 17       | 1     | 0        | 51       | 1     | 0        | 17    | 17       | 4.83     | 1.42    |
| 2010      | サムスン  | 16    | 0     | 0     | 0     | 0        | 0     | 0     | 4        | 0           | ----  | 60    | 14.0     | 13       | 4           | 5        | 0     | 0        | 19       | 1     | 0        | 7     | 7        | 4.50     | 1.29    |
| 2011      | サムスン  | 54    | 0     | 0     | 0     | 0        | 1     | 0     | 47       | 0           | 1.000 | 204   | 57.0     | 27       | 2           | 11       | 0     | 0        | 76       | 1     | 0        | 4     | 4        | 0.63     | 0.67    |
| 2012      | サムスン  | 50    | 0     | 0     | 0     | 0        | 2     | 1     | 37       | 0           | .667  | 215   | 55.2     | 33       | 1           | 13       | 4     | 3        | 81       | 2     | 0        | 12    | 12       | 1.94     | 0.83    |
| 2013      | サムスン  | 48    | 0     | 0     | 0     | 0        | 4     | 1     | 28       | 0           | .800  | 196   | 51.2     | 33       | 4           | 10       | 0     | 2        | 54       | 0     | 0        | 13    | 10       | 1.74     | 0.87    |
| 2014      | 阪神      | 64    | 0     | 0     | 0     | 0        | 2     | 4     | 39       | 5           | .333  | 258   | 66.2     | 41       | 5           | 13       | 2     | 1        | 81       | 7     | 0        | 18    | 13       | 1.76     | 0.81    |
| 2015      | 阪神      | 63    | 0     | 0     | 0     | 0        | 2     | 3     | 41       | 7           | .400  | 289   | 69.1     | 64       | 6           | 16       | 0     | 2        | 66       | 2     | 0        | 21    | 21       | 2.73     | 1.15    |
| 2016      | STL       | 76    | 0     | 0     | 0     | 0        | 6     | 3     | 19       | 14          | .667  | 313   | 79.2     | 55       | 5           | 18       | 3     | 2        | 103      | 3     | 0        | 20    | 17       | 1.92     | 0.92    |
| 2017      | STL       | 62    | 0     | 0     | 0     | 0        | 1     | 6     | 20       | 7           | .143  | 264   | 59.1     | 68       | 10          | 15       | 9     | 3        | 54       | 1     | 0        | 31    | 27       | 4.10     | 1.40    |
| 2018      | TOR       | 48    | 0     | 0     | 0     | 0        | 4     | 3     | 2        | 13          | .571  | 189   | 47.0     | 37       | 5           | 10       | 1     | 3        | 55       | 1     | 0        | 14    | 14       | 2.68     | 1.00    |
| 2018      | COL       | 25    | 0     | 0     | 0     | 0        | 2     | 0     | 1        | 8           | 1.000 | 85    | 21.1     | 15       | 3           | 7        | 0     | 1        | 24       | 2     | 0        | 7     | 6        | 2.53     | 1.03    |
| '18計     | COL       | 73    | 0     | 0     | 0     | 0        | 6     | 3     | 3        | 21          | .667  | 274   | 68.1     | 52       | 8           | 17       | 1     | 4        | 79       | 3     | 0        | 21    | 20       | 2.63     | 1.01    |
| 2019      | COL       | 21    | 0     | 0     | 0     | 0        | 3     | 1     | 0        | 0           | .750  | 88    | 18.1     | 29       | 6           | 6        | 0     | 0        | 16       | 2     | 0        | 19    | 19       | 9.33     | 1.91    |
| 2020      | サムスン  | 45    | 0     | 0     | 0     | 0        | 3     | 2     | 18       | 2           | .600  | 201   | 47.2     | 44       | 2           | 15       | 0     | 2        | 39       | 1     | 0        | 14    | 14       | 2.64     | 1.24    |
| 2021      | サムスン  | 64    | 0     | 0     | 0     | 0        | 0     | 2     | 44       | 0           | .000  | 252   | 62.0     | 56       | 3           | 16       | 3     | 2        | 57       | 2     | 0        | 17    | 14       | 2.03     | 1.16    |
| 2022      | サムスン  | 57    | 0     | 0     | 0     | 0        | 6     | 2     | 31       | 2           | .750  | 239   | 57.0     | 59       | 8           | 13       | 0     | 1        | 51       | 1     | 0        | 23    | 21       | 3.32     | 1.28    |
| 2023      | サムスン  | 58    | 1     | 0     | 0     | 0        | 4     | 5     | 30       | 2           | .444  | 264   | 62.2     | 57       | 9           | 15       | 1     | 2        | 44       | 0     | 0        | 26    | 24       | 3.45     | 1.15    |
| 2024      | サムスン  | 58    | 0     | 0     | 0     | 0        | 3     | 9     | 27       | 2           | .250  | 262   | 55.0     | 75       | 9           | 18       | 3     | 3        | 42       | 5     | 0        | 36    | 30       | 4.91     | 1.69    |
| KBO：14年 | KBO：14年 | 726   | 1     | 0     | 0     | 0        | 44    | 33    | 427      | 19          | .571  | 3150  | 794.2    | 589      | 63          | 197      | 18    | 19       | 858      | 23    | 0        | 218   | 199      | 2.25     | 0.99    |
| NPB：2年  | NPB：2年  | 127   | 0     | 0     | 0     | 0        | 4     | 7     | 80       | 12          | .364  | 547   | 136.0    | 105      | 11          | 29       | 2     | 3        | 147      | 9     | 0        | 39    | 34       | 2.25     | 0.99    |
| MLB：4年  | MLB：4年  | 232   | 0     | 0     | 0     | 0        | 16    | 13    | 42       | 42          | .552  | 939   | 225.2    | 204      | 29          | 56       | 11    | 11       | 252      | 9     | 0        | 91    | 83       | 3.31     | 1.15    |

- 2024年シーズン終了時
- 各年度の赤太字は韓国野球委員会における歴代最高、太字はリーグ最高

### 獲得タイトル
KBO
- 最多セーブ投手：6回（2006年 - 2008年、2011年、2012年、2021年）

NPB
- 最多セーブ投手：2回（2014年、2015年）

### 表彰
KBO
- 新人王（2005年）
- 韓国シリーズMVP：2回（2005年、2011年）

NPB
- クライマックスシリーズMVP：1回（2014年）

MLB
- Topps ルーキーオールスターチーム（英語版）（リリーフ投手部門：2016年）[注釈 5]

### 記録
NPB
投手記録
- 初登板・初セーブ：2014年3月29日、対読売ジャイアンツ2回戦（東京ドーム）、9回裏に5番手で救援登板、完了、1回無失点
- 初奪三振：2014年4月3日、対中日ドラゴンズ3回戦（京セラドーム大阪）、9回表に荒木雅博から見逃し三振
- 初勝利：2014年4月10日、対横浜DeNAベイスターズ3回戦（阪神甲子園球場）、9回表に6番手で救援登板、完了、1回無失点
- 初ホールド：2014年4月13日、対読売ジャイアンツ6回戦（阪神甲子園球場）、9回表に3番手で救援登板、1回無失点

打撃記録
- 初打席・初安打：2014年9月21日、対中日ドラゴンズ24回戦（阪神甲子園球場）、9回裏に福谷浩司から二塁内野安打

節目の記録
- 日韓通算300セーブ：2014年7月21日、対読売ジャイアンツ13回戦（阪神甲子園球場）、9回表に2番手で救援登板、完了、1回無失点 ※史上2人目
- 日韓通算350セーブ：2015年8月12日、対中日ドラゴンズ19回戦（京セラドーム大阪）、9回表に4番手で救援登板、完了、1回無失点 ※史上初

その他の記録
- オールスターゲーム出場：1回（2015年）
- 外国人投手による2年連続シーズン30セーブ（2014年 - 2015年） ※NPB史上3人目の記録だが、来日初年度からの記録としては史上初[18]。
- 外国人投手によるシーズン41セーブ（2015年）※2017年のデニス・サファテの54セーブ(日本記録)に続き2008年のマーク・クルーン、2015年のトニー・バーネットに並ぶ外国人投手のシーズン最多セーブ記録[21]。

- アジア人最多セーブ：408（2020年8月13日、対斗山ベアーズ戦・大邱、8回表二死から登板、完了、1回1/3無失点）※日米韓通算。元中日ドラゴンズ・岩瀬仁紀を超え、アジア人では史上最多[64]。

### 背番号
- 21（2005年 - 2013年、2019年8月 - ）
  - 17（2006年WBC、2009年WBC）
  - 11（2008年北京オリンピック）
  - 21（2021年東京オリンピック）
- 22（2014年 - 2015年、2018年 - 2018年7月25日）
- 26（2016年 - 2017年）
- 18（2018年7月28日 - 2019年7月26日）

### 登場曲
- 「Because We Can」Bon Jovi（ - 2014年4月7日）
- 「oh（オリジナルバージョン）」JoosuC（2014年）（2014年4月8日 - 2015年）

### 代表歴
- 2006 ワールド・ベースボール・クラシック韓国代表
- 2006年アジア競技大会野球韓国代表
- 2008年北京オリンピック野球韓国代表
- 2009 ワールド・ベースボール・クラシック韓国代表
- 2013 ワールド・ベースボール・クラシック韓国代表
- 2017 ワールド・ベースボール・クラシック韓国代表
- 2020年東京オリンピックの野球競技・韓国代表